# Rory Kinnear
Rory Michael Kinnear (Hammersmith, Londres; 17 de febrero de 1978) es un actor británico, ganador de múltiples premios y que ha trabajado con la Royal Shakespeare Company y el Royal National Theatre.

## Primeros años
Es hijo de los actores Roy Kinnear y Carmel Cryan y tiene dos hermanas, Kirsty y Karina Kinnear. 
Por parte de su padre, Rory es nieto del jugador de rugby Roy Muir Kinnear y es también el ahijado de Michael Williams. 
Educado en la Escuela Towe House y en la St. Paul's School, en Londres, luego estudió actuación en la London Academy of Music and Dramatic Art.
Sale con la actriz Pandora Beatrice Ormsby-Gore.

## Carrera
En 2011 protagonizó el primer episodio de la primera temporada de la serie antológica británica Black Mirror, titulado "The National Anthem". En 2013 apareció en la miniserie Southcliffe, donde interpretó a David Whitehead, un periodista que regresa a la pequeña ciudad de su infancia para cubrir la historia de los disparos realizados por Stephen Morton a varios de los residentes del pueblo. 
Kinnear actualmente interpreta a Bill Tanner en la serie de películas de James Bond después de tomar el relevo de Michael Kitchen. Es la cuarta persona en interpretar al personaje. Ha aparecido en Quantum of Solace (2008), Skyfall (2012), Spectre (2015) y No Time To Die (2021). Además de las películas, Kinnear también presta su voz y semejanza a los videojuegos de Bond; GoldenEye 007 (2010), James Bond 007: Blood Stone (2010) y 007 Legends (2012). En 2014 interpretó al personaje ficticio Detective Nock en The Imitation Game, basado libremente en la biografía de Alan Turing, The Enigma, de Andrew Hodges. En enero de 2017, interpretó a Ellmann en la película de Netflix iBoy. Interpretó a Henry Hunt en la película Peterloo de Mike Leigh de 2018.
Desde 2014 y hasta 2016 actuó en la serie estadounidense de horror y suspenso Penny Dreadful, en el papel de la criatura creada por el Doctor Victor Frankenstein.
En 2022 intervino como coprotagonista en "Men", película británica dirigida por Alex Garland.

## Filmografía

### Series de televisión
| Año         | Título                                        | Personaje                             | Notas                     |
| ----------- | --------------------------------------------- | ------------------------------------- | ------------------------- |
| 2024        | El Señor de los Anillos: los Anillos de Poder | Tom Bombadil                          | Temporada 2               |
| 2023        | La diplomática                                | Nicol Trowbridge                      |                           |
| 2019        | Years & Years                                 | Stephen Lyons                         | Temporada 1               |
| 2019        | Catherine the Great                           | Nikita Ivanovich Panin                | 3 episodios; miniserie    |
| 2017        | Guerrilla                                     | Pence                                 | Episodio # 1.1; miniserie |
| 2015        | The Casual Vacancy                            | Barry Fairbrother                     | 3 episodios; miniserie    |
| 2014 - 2016 | Penny Dreadful                                | John Clare / Creación de Frankenstein | 27 episodios              |
| 2013        | Southcliffe                                   | David Whitehead                       | 4 episodios - miniserie   |
| 2011        | Black Mirror: El himno nacional               | Primer ministro Mike Callow           | Temporada 1, episodio 1   |
| 2009        | Waking the Dead                               | James Mitcham                         | 2 episodios               |
| 2005        | Silent Witness                                | Paul                                  | 2 episodios               |

### Películas
| Año  | Título                     | Personaje      |
| ---- | -------------------------- | -------------- |
| 2004 | Judas                      | Andrew         |
| 2008 | 007: Quantum of Solace     | Bill Tanner    |
| 2009 | Wish 143                   | Wisham         |
| 2010 | The First Men in the Moon  | Julius Bedford |
| 2010 | Blanco escurridizo         | Gerry Bailey   |
| 2012 | 007: Skyfall               | Bill Tanner    |
| 2012 | Broken                     | Bob Oswald     |
| 2014 | Cuban Fury                 | Gary           |
| 2014 | Descifrando Enigma         | Detective Nock |
| 2015 | Amor sin cita previa       | Sean           |
| 2015 | 007: Spectre               | Bill Tanner    |
| 2016 | Trespass Against Us        | P.C Lovage     |
| 2016 | The Roof                   |                |
| 2016 | Daddy My                   |                |
| 2017 | iBoy                       | Ellman         |
| 2018 | La tragedia de Peterloo    | Henry Hunt     |
| 2021 | 007: Sin tiempo para morir | Bill Tanner    |